# Dome (album)

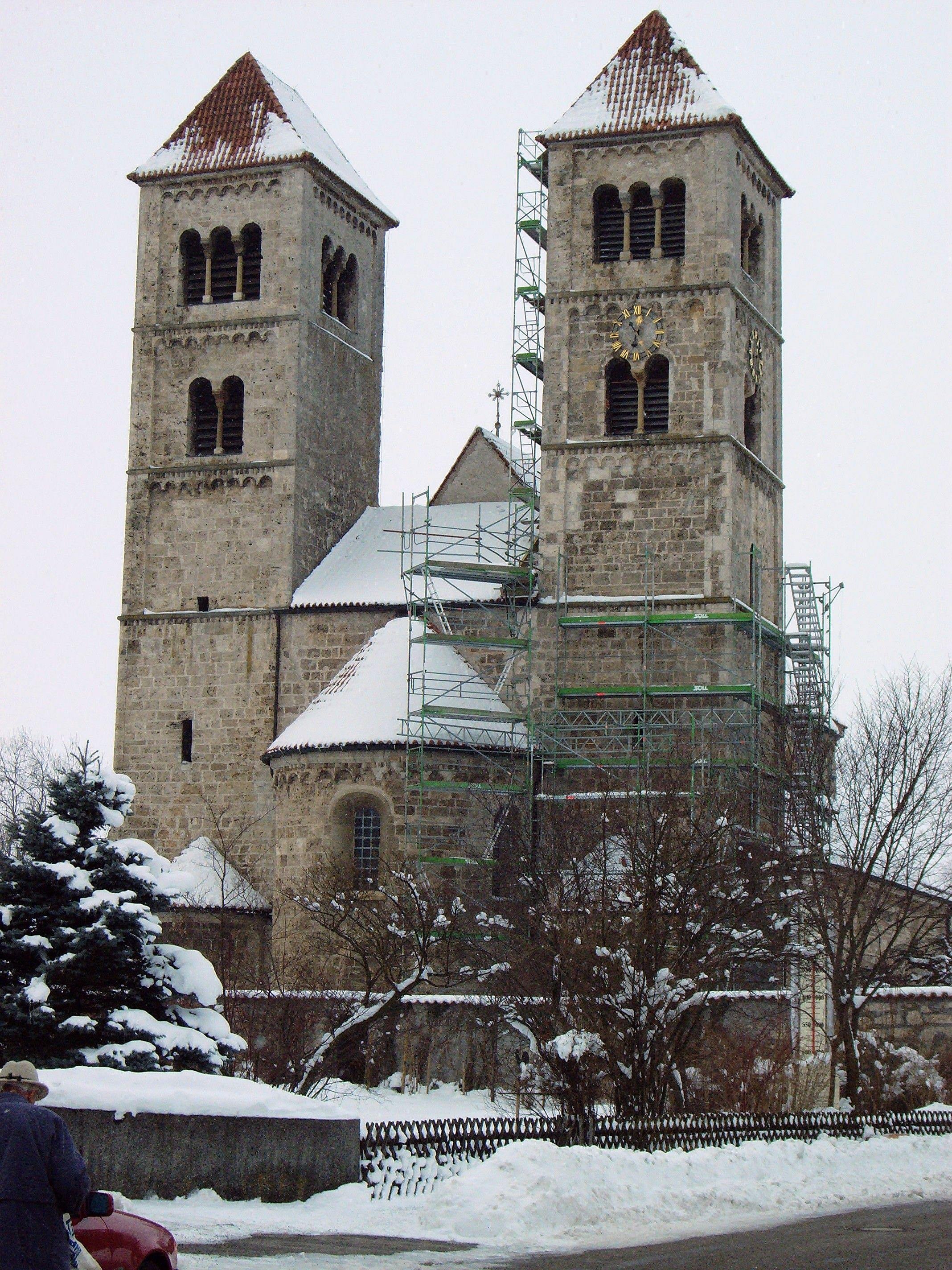
Plaats van opnamen
Basiliek van Altenstadt

Dome is een muziekalbum van de Duitse saxofonist Johannes Enders. Het is in twee dagen opgenomen, 3 en 4 juni 2007 in Altenstadt in Opper-Beieren. Het album bevat een mix van traditionele jazz van bijvoorbeeld John Coltrane en Wayne Shorter en van meer experimentele jazz richting Molvær, die meespeelt op dit album. Het album staat op Spotify.

## Musici
- Johannes Enders – tenorsaxofoon, basklarinet, altdwarsfluit, orgel en elektronica
- Nils Petter Molvær – trompet
- Uli Wangenheim – basklarinet op (1), (2), (3) en (7)
- Ralf Schmidt – kerkorgel
- Saam Schlamminger – dohol, tombak en elektronica
- John Hollenbeck – slagwerk

## Composities
1. The essence of a day (1)
2. The essence of a day (2)
3. Her favourite chord
4. Kameido
5. Leaving Cathexis
6. Rain at night
7. One of 8 views
8. Cascade remix
9. Organ train intro
10. Organ train
11. No hope and then hope again